# Proiezione di Leray
La proiezione di Leray, che prende il nome da Jean Leray, è un operatore lineare usato nella teoria delle equazioni differenziali alle derivate parziali, in particolare in fluidodinamica. Informalmente, può essere visto come la proiezione sulla componente solenoidale del campo vettoriale. È usata per eliminare il termine di pressione e il termine solenoidale dalle equazioni di Stokes e di Navier-Stokes.

## Definizione

### Tramite teoria degli operatori pseudo-differenziali
La proiezione di Leray {\displaystyle \mathbb {P} } di un campo vettoriale {\displaystyle \mathbf {u} } (in qualsiasi dimensione {\displaystyle n\geq 2}) è definita come
{\displaystyle \mathbb {P} (\mathbf {u} )=\mathbf {u} -\nabla \Delta ^{-1}(\nabla \cdot \mathbf {u} ).}
nel senso degli operatori pseudo-differenziali: il suo moltiplicatore di Fourier (a valori matriciali) {\displaystyle m(\xi )} è dato da
{\displaystyle m(\xi )_{kj}=\delta _{kj}-{\frac {\xi _{k}\xi _{j}}{\vert \xi \vert ^{2}}},\quad 1\leq k,j\leq n.}
Qui {\displaystyle \delta } è il delta di Kronecker. Formalmente, significa che per ogni {\displaystyle \mathbf {u} \in {\mathcal {S}}(\mathbb {R} ^{n})^{n}} si ha
{\displaystyle \mathbb {P} (\mathbf {u} )_{k}(x)={\frac {1}{(2\pi )^{n/2}}}\int _{\mathbb {R} ^{n}}\left(\delta _{kj}-{\frac {\xi _{k}\xi _{j}}{\vert \xi \vert ^{2}}}\right){\widehat {\mathbf {u} }}_{j}(\xi )\,e^{i\xi \cdot x}\,\mathrm {d} \xi ,\quad 1\leq k\leq n}
dove {\displaystyle {\mathcal {S}}(\mathbb {R} ^{n})} è lo spazio di Schwartz e le somme sono espresse in notazione di Einstein.

### Tramite decomposizione di Helmholz–Leray
Un campo vettoriale {\displaystyle \mathbf {u} } può essere decomposto come
{\displaystyle \mathbf {u} =\nabla q+\mathbf {v} ,\quad {\text{with}}\quad \nabla \cdot \mathbf {v} =0.}
A differenza della decomposizione di Helholtz, la decomposizione di Helmholtz-Leray di {\displaystyle \mathbf {u} } è unica (a meno di una costante additiva per {\displaystyle q}). Quindi {\displaystyle \mathbb {P} (\mathbf {u} )} può essere definita come
{\displaystyle \mathbb {P} (\mathbf {u} )=\mathbf {v} .}

## Proprietà
La proiezione di Leray soddisfa le seguenti proprietà notevoli:
1. È una proiezione:  {\displaystyle \mathbb {P} [\mathbb {P} (\mathbf {u} )]=\mathbb {P} (\mathbf {u} )} per ogni {\displaystyle \mathbf {u} \in {\mathcal {S}}(\mathbb {R} ^{n})^{n}}.
2. È un operatore solenoidale: {\displaystyle \nabla \cdot [\mathbb {P} (\mathbf {u} )]=0} per ogni {\displaystyle \mathbf {u} \in {\mathcal {S}}(\mathbb {R} ^{n})^{n}}.
3. È l'identità per i campi solenoidali:  {\displaystyle \mathbb {P} (\mathbf {u} )=\mathbf {u} } per ogni {\displaystyle \mathbf {u} \in {\mathcal {S}}(\mathbb {R} ^{n})^{n}} tale che {\displaystyle \nabla \cdot \mathbf {u} =0}.
4. Si annulla sui campi vettoriali relativi a un potenziale scalare:  {\displaystyle \mathbb {P} (\nabla \phi )=0} per ogni {\displaystyle \phi \in {\mathcal {S}}(\mathbb {R} ^{n})}.

## Applicatione alle equazioni di Navier-Stokes
Le equazioni di Navier-Stokes per fluidi incomprimibili sono
{\displaystyle {\frac {\partial \mathbf {u} }{\partial t}}-\nu \,\Delta \mathbf {u} +(\mathbf {u} \cdot \nabla )\mathbf {u} +\nabla p=\mathbf {f} }
{\displaystyle \nabla \cdot \mathbf {u} =0}
dove {\displaystyle \mathbf {u} } è la velocità del fluido, {\displaystyle p} la pressione, {\displaystyle \nu >0} la viscosità e {\displaystyle \mathbf {f} } la forza di volume esterna.
Applicando la proiezione di Leray alla prima equazione e usandone le proprietà, si ottiene
{\displaystyle {\frac {\partial \mathbf {u} }{\partial t}}+\nu \,\mathbb {S} (\mathbf {u} )+\mathbb {B} (\mathbf {u} ,\mathbf {u} )=\mathbb {P} (\mathbf {f} )}
dove
{\displaystyle \mathbb {S} (\mathbf {u} )=-\mathbb {P} (\Delta \mathbf {u} )}
è l'operatore di Stokes e la forma bilineare {\displaystyle \mathbb {B} } è definita come
{\displaystyle \mathbb {B} (\mathbf {u} ,\mathbf {v} )=\mathbb {P} [(\mathbf {u} \cdot \nabla )\mathbf {v} ].}
Per semplicità si può assumere in generale che {\displaystyle \mathbf {f} } sia solenoidale, quindi {\displaystyle \mathbb {P} (\mathbf {f} )=\mathbf {f} }; questo può essere sempre imposto, aggiungendo alla pressione il termine {\displaystyle \mathbf {f} -\mathbb {P} (\mathbf {f} )}.